# Alekséi von Jawlensky
Alexej von Jawlensky (en ruso: Алексей Георгиевич Явленский, Alekséi Gueórguievich Yavlenski; Torzhok, Imperio ruso, 13 de marzo de 1864 - Wiesbaden, Alemania, 15 de marzo de 1941) fue un pintor expresionista ruso que desarrolló su carrera en Alemania. Fue miembro del grupo Der Blaue Reiter (El jinete azul) y de Der Blaue Vier (Los cuatro azules). Es padre del también pintor Andreas Jawlensky. 

## Biografía
Pertenecía a una familia de origen aristocrático, siendo el quinto hijo de Gueorgui von Jawlensky y su esposa Aleksandra (apellido de soltera Medvédeva). A los diez años marchó con su familia a Moscú, donde recibió algunos años de instrucción militar. Su vocación para convertirse en pintor se desarrolló al visitar la Exposición Mundial de Moscú en 1880. Gracias a sus contactos, consiguió que lo destinaran a San Petersburgo y, entre 1889 y 1896, estudió en la academia de arte de la ciudad, abandonando su labor militar. Jawlensky consiguió acceso al círculo de Iliá Repin, donde conoció a Marianne von Werefkin, una de las antiguas estudiantes de Repin y artista rica cuatro años mayor que él que había abandonado su carrera para dedicarse a la pintura. Ella lo mantuvo en un estilo de vida bastante acomodado.
En 1896 se trasladó a Múnich donde estudio en el colegio privado de Anton Ažbe. En 1905 Jawlensky visitó a Ferdinand Hodler, y dos años después comenzó su amistad con Jan Verkade y conoció a Paul Sérusier. Ambos, Verkade y Sérusier, transmitieron a Jawlensky los elementos prácticos y teóricos de los Nabis y los principios del sintetismo.
En Múnich también conoció a Wassily Kandisky y a otros artistas rusos y contribuyó para la creación del Neue Künstlervereinigung München (traducido literalmente del alemán, “Asociación de Nuevos Artistas de Múnich”). Su obra en este periodo era exuberante y muy colorida, aunque posteriormente se volvió más abstracta, simplificada y predecible. Entre 1908 y 1910 Jawlensky y Werefkin pasaron algunos veranos en los Alpes Bávaros con Kandisky y Gabriele Münter, entonces pareja. En este lugar, aunque pintó paisajes y montañas, intercambiaron técnicas y debatieron sobre las bases teóricas de su arte. Después de un viaje a las costas del mar Báltico, y tras visitar a Henri Matisse en 1911 y a Emil Nolde en 1912, Jawlensky se vuelve cada vez más expresivo en uso y forma del color en sus retratos.
Obligado a abandonar Alemania en 1914, se mudó a Suiza. Allí conoció a Emmy Scheyer en 1916 (Jawlensky le puso el apodo de Galka, palabra rusa que significa grajilla), otra artista que abandonó su carrera para ayudarle a él a promocionar su pintura en los Estados Unidos. Tras una ausencia de producción en la experimentación con el cuerpo humano, Jawlensky produjo una de sus series más conocidas, las Cabezas místicas (1917-19) y las Cabezas del sabio (1918-20), que albergan simbología de la Iglesia ortodoxa rusa que experimentó en su infancia. 
En 1922, se casó con la antigua criada de Werefkin, Hélène Nesnakomoff, la madre de su único hijo, Andreas, nacido antes del matrimonio, y se mudaron a Wiesbaden. En 1924 organizó el grupo Die Blaue Vier (Los cuatro azules), cuyas obras, gracias a la inagotable promoción de Scheyer, se exhibió en Alemania y Estados Unidos. A partir de 1929 Jawlensky comenzó a sufrir artritis reumatoide, por lo que tuvo que pintar obras de menor tamaño y finalmente le forzó a dejar de pintar en 1937. Comenzó a dictar sus memorias en 1938. Murió en Wiesbaden, Alemania, el 15 de marzo de 1941. Él y su mujer Hélène están enterrados en el cementerio de la iglesia ortodoxa de santa Isabel en Wiesbaden.

## Premio Jawlensky
En recuerdo del artista, en 1991 se instauró el “Premio Jawlensky”. Cada cinco años se galardona con este premio a artistas contemporáneos en Wiesbaden. El premio viene acompañado con un recurso económico, una exhibición en el Museo Wiesbaden y la compra de su obra.

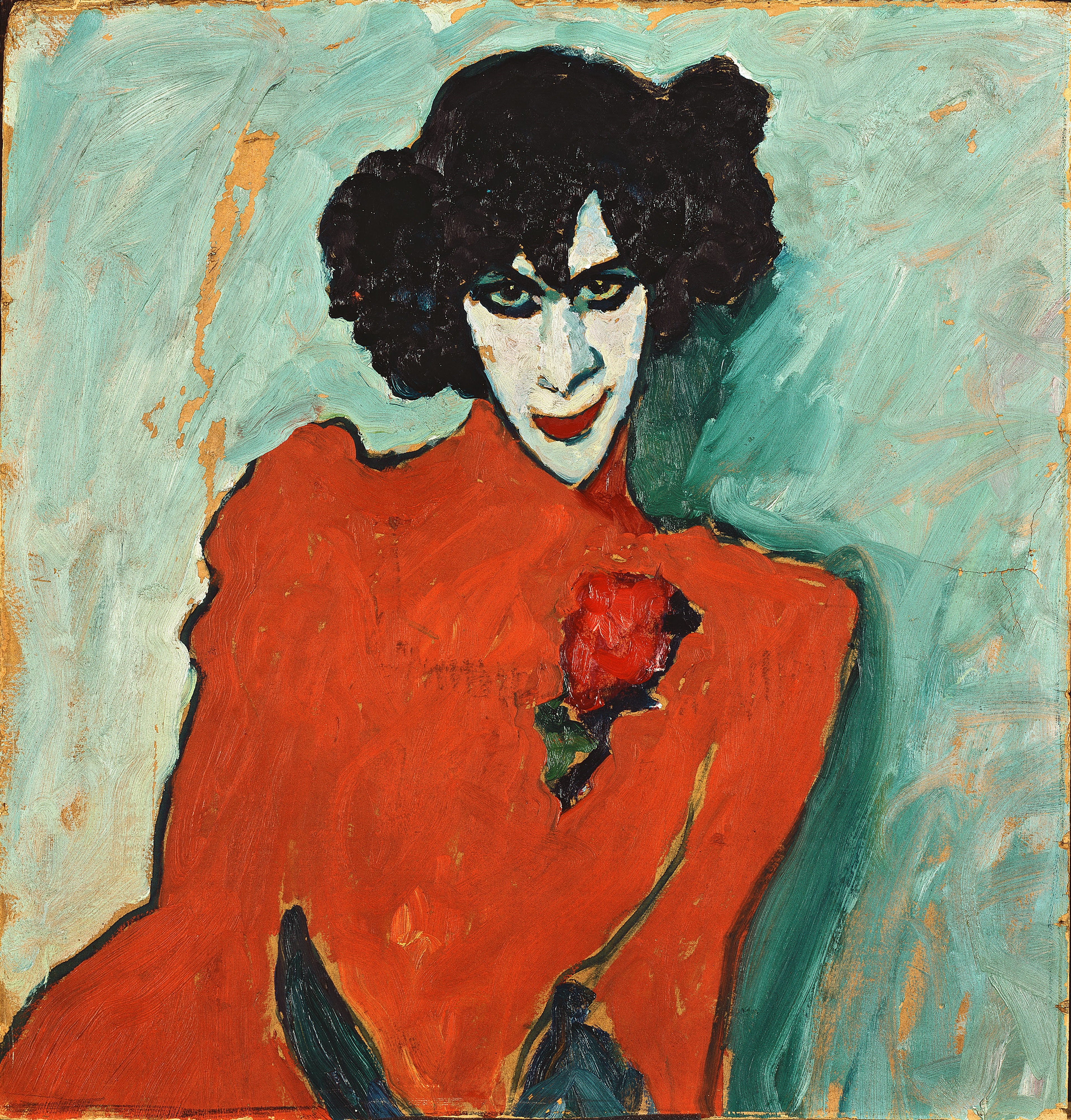
Retrato de Alexander Sakharoff, 1909. Lenbachhaus.

## Obra
El estilo expresionista de Jawlensky se caracteriza por la sencillez de las formas además del tratamiento del color que recuerda el primitivo arte popular de Rusia. Tras la I Guerra Mundial abandonó los contrastes cromáticos y utilizó tonos oscuros y uniformes debido a la influencia del cubismo. Alguna de sus obras destacables son Paisaje de Murnau (1912) y Figuras místicas (1927).
La obra de Jawlensky se muestra en galerías y museos de todo el mundo. El Museo Ostwall en Dortmund, Alemania, exhibe una excepcional colección de gran intensidad. La colección más grande de su obra se encuentra en el Museo Wiesbaden, albergando más de 90 obras del artista.